# Домовий гриб

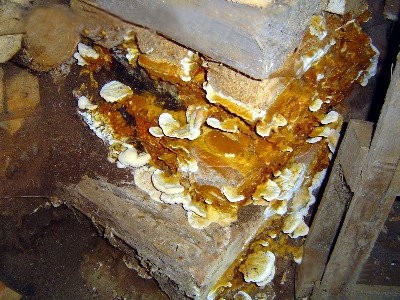
Стіна пошкоджена плодовими тілами гриба

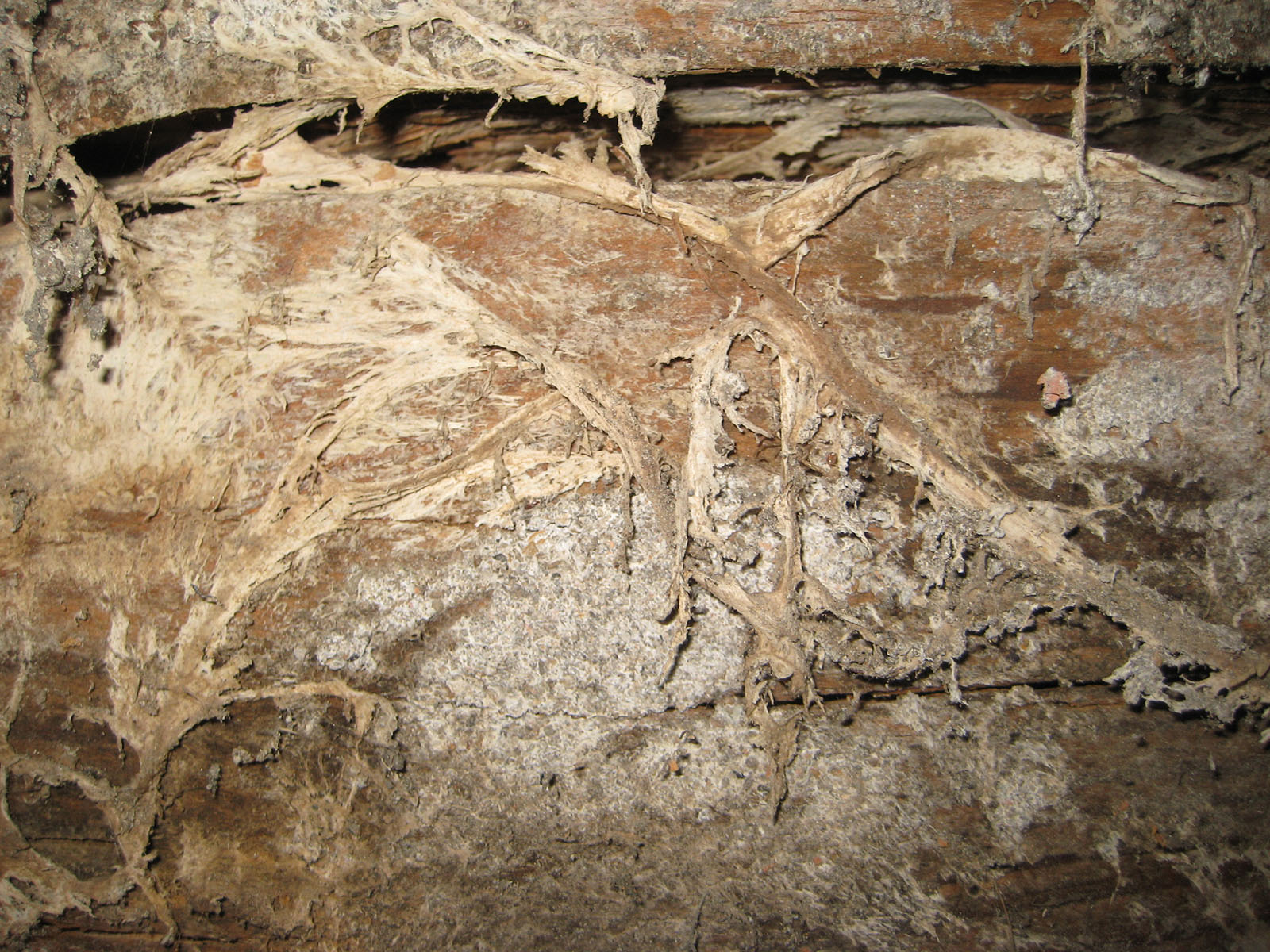
Дерев'яна балка з міцелієм

Домовий гриб (лат. Serpula lacrymans) — вид грибів, що руйнує деревину. Належить до розряду шкідливих грибів відділу базидіомікотових грибів із порядку болетальних.
Інші назви: серпула слізна, домова губка (лат. Merulius destruens Pers), справжній домовий гриб, хатній гриб, домова гниль (лат. Merulius vasitator Tode). Краї плодових тіл виділяють краплі прозорої рідини (тому цей гриб називають плачучим).

## Таксономія
Цей вид було вперше в 1781 описав Франц Вульфен під назвою Boletus lacrymans. До роду Serpula його переніс Пітер Карстен в 1884.
Назва походить від латинських слів serpula, що означає «повзучий» і lacrymans, що означає «випускає сльози, плакучий».

## Середовище
Serpula lacrymans найкраще пристосований до температури навколишнього середовища від 21 до 22 °C, але може існувати при будь-якій температурі від 3 до 26 °C. Остаточно не відомо скільки світла необхідно для зростання гриба. Що стосується умов аерації, домовий гриб частіше зустрічається біля вентиляційних шахт, що показує переважне ставлення до наявності концентрованого вмісту кисню. Ідеальний рівень вологи в дереві для утворення плодового тіла гриба дорівнює 30-40 процентам. Схоже, що домовий гриб потребує середовища із одночасною присутністю органічних і неорганічних матеріалів. Гриб використовує іони кальцію і заліза, які виділяє із штукатурки, цегли і каменю, що допомагає йому розщеплювати дерево. Руйнівна дія цього риба приводить до так званої коричневої гнилі деревини.

## Поширення
Гриб є дуже поширеним біодисперсним агентом в домашніх умовах, але досить рідко зустрічається в природному середовищі. Зокрема його було знайдено в Гімалаях, Північній Каліфорнії, Чехії і в східній Азії.
Недавні дослідження еволюційного походження і поширення цього виду на основі генетичних маркерів (поліморфізмів довжини ампліфікованих фрагментів, ланцюгів ДНК та мікросателітів) зразків з усього світу показали наявність двох основних родів: неагресивний рід в Північній Америці, та агресивний вид, що виявлено по всіх континентах. Обидва існують в природному середовищі та в будинках.

## Вплив на дерев'яні конструкції
Домовий гриб є одним із головних руйнівників дерев'яних конструкцій в будинках у регіонах із помірним кліматом.